# Andong
Andong Dél-Korea Észak-Kjongszang (Gyeongsang) tartományának székhelye, a Naktong (Nakdong) folyó két partján található.
Nevezetességei közé tartozik Hahö (Hahoe) falu, ahol Csoszon (Joseon)-kori hagyományokat őriznek, ismert még szovon (sowon) iskoláiról és a maszkos táncairól.